# (25472) Joanoro
Joanoro (asteroide n.º 25472) es un asteroide del cinturón principal, a 2,307319 UA. Posee una excentricidad de 0,1093148 y un período orbital de 1 522,88 días (4,17 años).
Joanoro tiene una velocidad orbital media de 18,50550909 km/s y una inclinación orbital de 12,00345º.
Este asteroide fue descubierto el 6 de diciembre de 1999 por Jaime Nomen desde el Observatorio de La Ametlla de Mar en Tarragona, España.